# Piso 16
El Piso 16 o Laboratorio de Iniciativas Culturales es un programa de la Universidad Nacional Autónoma de México para realizar investigación y materializar iniciativas artísticas y culturales, así como de emprendimiento a través del trabajo colaborativo. Está ubicado en la Torre de Tlatelolco, pertenece a Difusión Cultural UNAM y fue creado en febrero de 2017.
 

Cada año lanza una convocatoria de acompañamiento a estudiantes y creadores de cualquier disciplina artística y gestión cultural para desarrollar sus proyectos artísticos, en palabras de su directora, Julieta Giménez Cacho: 
Durante 10 meses, integrantes de estos proyectos recibirán una serie de mentorías, talleres y charlas como parte de un acompañamiento para desarrollar, planificar y hacer sustentables en tiempo, forma y fondos sus iniciativas.
La formación se divide en tres etapas: 
- Analizar la idea que sustenta cada iniciativa
- Planificación, aprendizaje sobre derechos de autor, asesoría legal, contable y financiera
- Diseño del proyecto.[4]

En la primera convocatoria se inscribieron 198 proyectos y se desarrollaron seis.